# پیز فراز
پیز فراز (به لاتین: Piz Foraz) یک کوه در سوئیس است که در کانتون گراوبوندن واقع شده‌است. پیز فراز ۳٬۰۹۲ متر بالاتر از سطح دریا واقع شده‌است.